# Fantastický pan Lišák
Fantastický pan Lišák (v anglickém originále Fantastic Mr. Fox) je americký animovaný film z roku 2009 na motivy stejnojmenné knihy Roalda Dahla. Režisérem filmu je Wes Anderson. Hlavní role ve filmu ztvárnili George Clooney, Meryl Streep, Jason Schwartzman, Bill Murray a Willem Dafoe.

## Obsazení
| George Clooney     | pan Lišák (Fox)         |
| Meryl Streep       | paní Felicity Fox       |
| Jason Schwartzman  | Ash Fox, jejich syn     |
| Bill Murray        | právník Clive Badger    |
| Willem Dafoe       | Rat                     |
| Owen Wilson        | coach Skip              |
| Wallace Wolodarsky | Kylie                   |
| Eric Anderson      | Kristofferson Silverfox |
| Michael Gambon     | Franklin Bean           |
| Wes Anderson       | Stan Weasel             |
| Brian Cox          | Daniel Peabody          |
| Adrien Brody       | Rickity                 |

## Ocenění
Film byl nominován na dva Oscary, jeden Zlatý globus a dvě ceny BAFTA.